# Space Weather Prediction Center
L'Space Weather Prediction Center (SWPC), anomenat Space Environment Center (SEC) fins al 2007, és un laboratori i centre de servei del National Weather Service (NWS), part de la National Oceanic and Atmospheric Administration (NOAA), situat a Boulder (Colorado). L'SWPC monitoritza i pronostica contínuament la meteorologia espacial de la Terra, proporcionant informació solar - terrestre. L'SWPC és la font oficial d'alertes i avisos meteorològics espacials per als Estats Units.

## Descripció
L'Space Weather Prediction Center és un dels nou National Centers for Environmental Prediction (NCEP) i proporciona monitorització i previsió en temps real d'esdeveniments solars i geofísics, realitza recerques en física solar-terrestre (és a dir, l'heliofísica) i desenvolupa tècniques per a la predicció solar i pertorbacions geofísiques. El Centre de Previsió SWPC és operat conjuntament per la NOAA i les Forces Aèries dels Estats Units d'Amèrica (USAF) i és el centre d'avís nacional i mundial de pertorbacions que poden afectar persones i equips que treballen a l'entorn espacial. L'SWPC treballa amb molts socis nacionals i internacionals que aporten dades i observacions.
Algunes de les agències i la indústria que depenen dels serveis de l'SWPC:
- Infraestructura elèctrica dels EUA
- Indústria aèria comercial
- Departament de Transport (ús del GPS)
- Activitats de vols espacials humans de la NASA (la NASA es basa en les dades de l'SWPC per protegir el braç de mil milions de dòlars de l'Estació Espacial Internacional (ISS))
- Llançament i operacions de satèl·lit
- Suport operatiu de la Força Espacial dels EUA
- Usuaris comercials i públics (més de mig milió de visites al dia als llocs web de l'SWPC)

L'Administració Federal d'Aviació (FAA) requereix que els despatxadors tinguin en compte la degradació de la comunicació HF per a cada vol polar enviat. Els vols es poden desviar en funció de les alertes de radiació solar de l'SWPC si la comunicació de Control del trànsit aeri (ATC) està compromesa, amb uns costos estimats de fins a 100.000 dòlars per vol. El 2001, durant un període de 23 dies, es van desviar 25 vols a causa d'aquest tipus d'apagada de ràdio.

## Limitacions de previsió
El Centre no emet previsions de densitat atmosfèrica per a llançaments d'espais comercials. La pèrdua de 38 satèl·lits Starlink el febrer de 2022 va fer que els científics demanessin que ho fes.